# ドラミちゃん ミニドラSOS!!!
『ドラミちゃん ミニドラSOS!!!』（ドラミちゃん ミニドラエスオーエス）は、ドラえもんの妹ドラミの活躍を描いたアニメ映画。1989年3月11日公開。

## 概要
『ドラえもん のび太の日本誕生』の同時上映作品として制作された。『ドラミちゃん』シリーズ1作目であり、またミニドラの存在が一躍有名になった作品でもある。のび太ら『ドラえもん』のレギュラーキャラクターの成人した姿が映画で描かれるのは初。彼らの子供たちも登場する。
原作は藤子・F・不二雄（以下、藤本）。藤本によれば、『ドラえもん』の漫画の中でドラミの活躍の場面が少なく、ファンに対して申しわけない思いをしていたところへ、ドラえもん映画作品10周年を機に『ドラミちゃん主演の映画を』との話が浮上し、制作に至ったという。ただし、藤本自身が描いた漫画は存在しない。本作のシノプシスの作成前に会議が開かれ、監督の森脇真琴らアニメスタッフが様々なアイデアを出し、それらに対し藤本が是非を述べる等で物語の方向性が作られた。作中に登場する「海底牧場」は藤本のアイデアである。
この映画の主題歌として制作された『ハロー! ドラミちゃん』は、その後もドラミ映画各作品や、テレビシリーズにおいてドラミの登場時のテーマソングとして長年使用されることとなった。
配給収入、観客動員数、配給は『のび太の日本誕生』を参照。

## 物語
のび太がドラえもんに無断で未来デパートに注文した「ミニドラ」が、のび太の悪筆が災いし2011年の野比家に配達されてしまう。
ミニドラを追ってドラミが未来の野比家へやって来るが、ひょんなことからミニドラはのび太の息子ののびスケたちが手に入れていた。のびスケ、スネ樹、ジャイチビの三人組はミニドラと共に冒険へ出ようと意気込む。
一方、ドラミはミニドラの行方を探るが…

## 舞台
- 近未来である2011年4月4日から4月5日の東京[注 1]。

## 登場人物
ドラミ
声 - 横沢啓子
本作の主人公。ドラえもんの妹。2120年代でセワシと共に生活しているが、ミニドラの一件を聞きつけ、2011年の東京へとやって来る。「ミニドラは使い方を誤れば、大事故にもつながりかねない」と、のびスケらに返却を訴え、奔走する。
ミニドラ
声 - 北川智絵
小学校時代ののび太がドラえもんに無断で未来デパートから注文した赤いミニドラ。のびスケたちの言葉は解すが、自身は「ドララ」としか話せない。ドラえもん同様どら焼きが大好物で、タヌキ呼ばわりされると怒りだす。ポケットから出すひみつ道具はドラえもんよりミニサイズで、どこでもドアはスネ樹の顔が辛うじて突っ込めるほどの大きさ、タケコプターはのびスケたちでも僅かに滑空できる程度の物である。ひみつ道具を出させる為にはどら焼きを与える必要がある。
後の作品に登場したものとは大きさが異なり、手の平サイズではなく、本作ではドラえもんを一回り小さくした程度の大きさとなっている。
野比のびスケ
声 - 小原乃梨子
のび太と静香の一人息子。顔は父親ののび太そっくりだが、眼鏡はかけていない。性格は父親と正反対で、腕白かつ乱暴。一人称は「俺」。運動神経抜群でラグビーチームのキャプテンを務めており、スネ樹、ジャイチビとはチームメイト。
のび太の息子は漫画ではカタカナの「ノビスケ」表記であり、テレビアニメ等でも同様だが、本作では「のびスケ」としてクレジットされている。
骨川スネ樹
声 - 肝付兼太
スネ夫の息子。顔も要領の良い性格も父親譲り。現代ののび太が「のび太のくせに」と呼ばれるように、のびスケに「スネ樹のくせに」と呼ばれる。父親であるスネ夫を「お父様」と呼ぶ。
剛田ヤサシ（ジャイチビ）
声 - たてかべ和也
ジャイアンの息子。顔と体格は父親譲りだが、性格や運動神経は正反対で気弱かつ心優しい。一人称は「僕」。友達間の立場も少年時代の父親と真逆であり、泣き虫でのびスケにいつもいじめられている。ミニドラと最初に出会い、仲良くなる。
ゆかり
声 - 麻見順子
劇中でのびスケ達の試合を観戦していた少女。のビスケに好意を持っており、彼がトライ (ラグビー)を決めた際には声援を送っている。作中で名前が出ることはなかったが、エンディングのクレジットに記載されている。
書籍「映画アニメ ドラえもん のび太のドラビアンナイト・ドラミちゃん アララ♥少年山賊団!」に掲載の記事『野比家おもしろキャラ家系図』ではのびスケの妻の位置に掲載されているが、本作を含め、結婚について言及した漫画・アニメ作品は一切ない（ゆかりは藤本が執筆した漫画には登場しない、本アニメ映画のみのキャラクター）。
野比静香
声 - 野村道子
旧姓は源。のびスケの母親であり、のび太の妻。髪型がポニーテールに変化している。わんぱくなのびスケに手を焼いている。
骨川スネ夫
声 - 肝付兼太
スネ樹の父親。シンガポールへ出張するなど、会社社長として多忙な日々を送り、暮らしぶりは少年時代より一層裕福になっている。容姿は髪が伸び髭を蓄えている。
剛田武
声 - たてかべ和也
ジャイチビの父親。大型スーパーマーケット、「スーパージャイアンズ」の経営者となっており、敷地内には実家である剛田商店も健在。弱虫のジャイチビには厳しいが、父親としての愛情も持ち合わせている。のびスケに対しては息子を鍛えてくれている存在として目をかけている。容姿は少年時代とほぼ変わらないが、口髭が生えている。
愛称は少年時代同様「ジャイアン」。
野比のび太
声 - 広森信吾
のびスケの父親であり、しずかの夫。夫婦仲は良好で、のびスケからも慕われている。
原作と異なり眼鏡をかけており、容姿は髪型が多少変更された程度で青年時代からあまり変わっていない。少年時代の自身の失敗から今回のような事件が起こるのを予見しており、のびスケにビー玉型の通信機を渡していた。
アナウンサー
声 - 田原アルノ
スネ夫の秘書
声 - 小出和明
男の子たち
声 - 中沢みどり、南杏子、篠原明美、鈴木さわ子、小林延江

## スタッフ
- 原作 - 藤子・F・不二雄
- 監督 - 森脇真琴
- 脚本 - もとひら了
- 作画監督 - 高倉佳彦
- レイアウト - 本多敏行
- 美術設定 - 河野次郎
- 美術監督 - 増田直子
- 撮影監督 - 熊谷正弘
- 録音監督 - 大熊昭
- 音楽 - 田中公平
- 原画 - 林静香、市川修、東海林真一、林隆文、木上益治、藤田宗克
- 動画 - 黒川祥一、岸沢和江、大森孝敏、原勝徳、中満貴裕、斉藤徳明、小原健二、田口裕美、天野順子、阿部毅彦、石井明治、菊池市松、高見沢真由美、伊藤武、細木隆浩、野口陽子、阿部恵子
- 動画チェック - 間々田益男、入江康智
- 色指定 - 酒井美晴
- 仕上 - スタジオM
- 特殊効果 - 土井通明
- 背景 - スタジオユニ
- 撮影 - 東京アニメーションフィルム
- エリ合成 - 末弘孝史、酒井幸徳
- 演出助手 - 塚田庄英
- 編集 - 岡安肇、小島俊彦、中葉由美子、村井秀明、川崎晃洋
- 効果 - 松田昭彦（フィズサウンドクリエイション）
- 整音 - 中戸川次男
- 録音スタジオ - APUスタジオ
- 録音制作 - オーディオプランニングユー
- 技術協力 - 森幹生
- タイトル - 道川昭
- 現像 - 東京現像所
- 制作進行 - 大澤正亨、斉藤敦、水島努、星野達也
- 制作デスク - 山川順一
- プロデューサー - 別紙壮一、茂木仁史、小泉美明、木村純一
- 制作協力 - 藤子プロ、旭通信社[注 2]
- 制作 - シンエイ動画、小学館、テレビ朝日

## 主題歌
「ハロー! ドラミちゃん」
作詞 - 吉元由美 / 作曲・編曲 - 菊池俊輔 / 歌 - 山野さと子

## 漫画版
アニメ映画の公開に先駆け、『ぴょんぴょん』1989年3月号、4月号に本作の漫画版が前後編で掲載された（3月号は2月発売）。漫画の作者はたかや健二（「まんが/たかや健二」「原作/藤子・F・不二雄」名義）。

## その他
- ドラえもんの登場および当時のドラえもん役声優である大山のぶ代の出演はないが、のびスケが眺めるアルバムの中にドラえもんの写真が収録されている。
- 藤本が執筆した漫画「りっぱなパパになるぞ!」等に登場する成人したのび太はのび助に似た容姿で描かれているが、本作ではデザインが異なり、小学生時代同様に眼鏡をかけている。
  - この成人のび太のデザインはレギュラーアニメでも後年まで長らく使用されていたが、本作ののび太役を務めた広森信吾が吹き替えたものは映画版では本作のみで、テレビアニメ版でも「雪山のプレゼント」「無人島はボクの島」「家庭科エプロン」などスペシャル版を中心としたごく限られた話で登場したのみであった。
  - 後年では小原乃梨子が少年時代よりやや太めの声で演じている。
- 本作ではのび太が少年時代に使用していた机が2011年現在も野比家に保管され、のびスケの机として使用されている。静香は「パパ（のび太）の思い出の品だから」と大切に扱うようのにスケをたしなめているが、タイムマシンの搭乗口として残されており、ドラミもここから登場している。
- なお本作の時点でのびスケはドラミと初対面であり、その後の会話からドラえもんとも面識がないことが示唆されている。従って本編中で「のびスケがドラえもんの存在を知っている」という前提で描かれるエピソードは、時系列上本作より後のこと（または枝分かれした別の未来[注 3]）である。